# まさき輝
まさき 輝（まさき あきら、1957年（昭和32年）7月6日 - ）は、日本の漫画家。徳島文理大学短期大学部卒業。高知県四万十市（旧：中村市）出身。

## 経歴
高知県四万十市（旧：中村市）出身。高知県立幡多農業高等学校を卒業し、徳島文理大学短期大学部保育科に進学、卒業する。
1976年（昭和51年）、18歳の時に講談社新人まんが賞を受賞し「学園ジョッキー大混戦」でデビュー。代表作に『おはよう空！』『紀子と竜一』などがある。

## 単行本リスト
- 恋の貸し出しいたします（講談社、別冊フレンドKC、1978年）
- 初恋ストライク（講談社、別冊フレンドKC、1979年）
- 青春プレイボール（講談社、別冊フレンドKC、1979年）
- ぼくらの法則（講談社、別冊フレンドKC、1980 - 1981年、全3巻）
- おはよう空！（講談社、別冊フレンドKC、1981 - 1983年、全6巻）、1994年にKCデラックスで再版
- たこやき通信（講談社、別冊フレンドKC、1984年）
- ポテトルート特急（講談社、別冊フレンドKC、1984年）
- 横浜フラッシュ！（講談社、別冊フレンドKC、1985年、全2巻）
- はるかなる地平線より（講談社、BE･LOVEKC、1986年）
- チャンス！（講談社、BE･LOVEKC、1987年、全3巻）、2006年にあおば出版から再版
- 天気晴郎！波高し！（双葉社、ジュールコミックス、1987年）
- 風のエンジェル（双葉社、ジュールコミックス、1987年）
- 緋の時間（双葉社、ジュールコミックス、1988年）
- 東京チャリンコ娘（双葉社、ジュールコミックス、1988年、全2巻）
- Dream On（双葉社、ジュールコミックス、1989年）
- テレフォン・コール（双葉社、ジュールコミックス、1989 - 1990年、全2巻）
- サクセス（白泉社、白泉社レディースコミックス、1990年、全3巻）
- 東京MAD DOG（双葉社、ジュールコミックス、1990年）
- コバルトの風にのれ（集英社、YOUコミックス、1991年）
- ポセイドン・ストーリー（双葉社、ジュールコミックス、1991年）、2005年にあおば出版から再版
- 赤い地平線（集英社、YOUコミックス、1992年）
- 夜のかけひき（主婦と生活社、1993年）
- 銀の翼金の月（集英社、YOUコミックス、1994年）
- 赤のジョーカー（主婦と生活社、エメラルドコミックス、1994年、全3巻）
- 赤い狼（主婦と生活社、エメラルドコミックス、1995年、全3巻）
- 紀子と竜一（双葉社、ジュールコミックス、1996年、全2巻）
- ぶっとびサバイバル（双葉社、ジュールコミックス、1998年、全2巻）
- 運命の女（あおば出版、あおばコミックス、2005年）
- 誘惑のワインレッド（あおば出版、あおばコミックス、2006年）

## 受賞
- 1976年 - 講談社新人まんが賞